# Glavni lanac

Glavni lanac
Okosnica (kičma)
Linearni lanac na kojem se svi drugi lanci, dugi ili kratki, ili oba,
mogu smatrati privescima
Napomena:
 Gde bi se jednako mogli uzeti u obzir dva ili više lanaca,
glavni lanac je onaj je koji najjednostavnije predstavlja molekul.

Glavni lanac ili okosnica ili kičmeni lanac ili okosnički lanac u nauci o polimerima je serija kovalentno poveznih atoma koji zajedno čine kontinuirani lanac molekula.

## Karakter glavnog lanca
Na neki način karakter glavnog lanca zavisi od vrste polimerizacije: u postepeno rastućoj polimerizaciji i polovina monomera postaje deo okosnice, a time i okosnica je obično funkcionalna, kao u politiofenima ili trakastim polimerima u organskim poluprovodnicima. U polimerizaciji rastućeg lanca, obično kod alkena, ta kičma nije funkcijska, ali nosi funkcijske bočne lance ili bočne grupe. Međutim, u polipeptidima, okosnica je važna za funkcionalnost polimera kao i bočni lanci. Okosnica polipeptida se sastoji od ugljenikovih i azotonih atoma konstitutivnih aminokiselina i ne uključuje bočne lance. 
Karakter okosnice, tj. njenu fleksibilnost, određuju termička svojstva polimera (kao što je tranzicijska temperature stakla; npr, okosnica poliziloksanskog lanca je vrlo fleksibilna, a rezultat toga su vrlo niske temperature prelaza u staklo, od -123°C. Polimeri s krutom okosnicom su skloni kristalizaciji (npr. politiofeni) u tankim razmazima (filmovima) i rastvorima. Kristalizacija sa svoje strane utiče na optička svojstva polimera, optičke praznine u trakama i nivoe elektrona.
Konfiguracija polipeptida se oslanja na fleksibilnost torzije uglova okosnice. Fleksibilnost peptidne okosnice održava njena sposobnost da se isteže, što je važno za proteine pod mehaničkim stresom.

## Tipovi glavnog lanca
Uobičajeni tipovi okosnice su kod:
- zasićenih alkan (tipski za vinilne polimere);
- polimeri postepenog rasta (polianilin, politiofen, PEDOT). Oni često imaju derivirane heterocikluse kao i monomeri, kao što su tiofeni, diazoli ili pirol.
- polipeptidna;[8]
- fulerenska;[9]
- polisaharidna. Po načinu na koji se formira je sličan peptidnoj kičmi, ali ima različita svojstva zbog vrste monomer koji su u njoj povezani.

## Literatura
- Voet, Donald; Voet, Judith; Pratt, Charlotte (2013). Fundamentals of Biochemistry: Life at the Molecular Level (4th изд.). United States of America: John Wiley & Sons, Inc. стр. 129-130. ISBN 978-0470-54784-7.
- Voet D., Voet J. G. Biochemistry, 3rd Ed.[publisher= Wiley. ISBN 978-0-471-19350-0.
- Hunter, Graeme K. G. (2000). Vital Forces. The discovery of the molecular basis of life. London: Academic Pres. ISBN 978-0-12-361811-5.